# Розложна
Розложна (словац. Rozložná) — село в окрузі Рожнява Кошицького краю Словаччини, історична область Гемера. Площа села 12,59 км². Станом на 31 грудня 2016 року в селі проживало 214 жителів.

## Історія
Перші згадки про село датуються 1241 роком.

## Населення
| Рік:            | 1994. | 2004.    | 2014.  | 2024.   |
| --------------- | ----- | -------- | ------ | ------- |
| Кількість осіб: | 167   | 200      | 205    | 202     |
| Різниця:        |       | +19,76 % | +2,5 % | -1,46 % |

| Рік:            | 2023. | 2024.   |
| --------------- | ----- | ------- |
| Кількість осіб: | 209   | 202     |
| Різниця:        |       | -3,34 % |